# آرتور دمیتریف
آرتور دمیتریف (روسی: Артур Валерьевич Дмитриев؛ زادهٔ ۲۱ ژانویهٔ ۱۹۶۸) اسکیت‌باز نمایشی اهل روسیه بود.